# Фінансова криза 2008 року в Ісландії

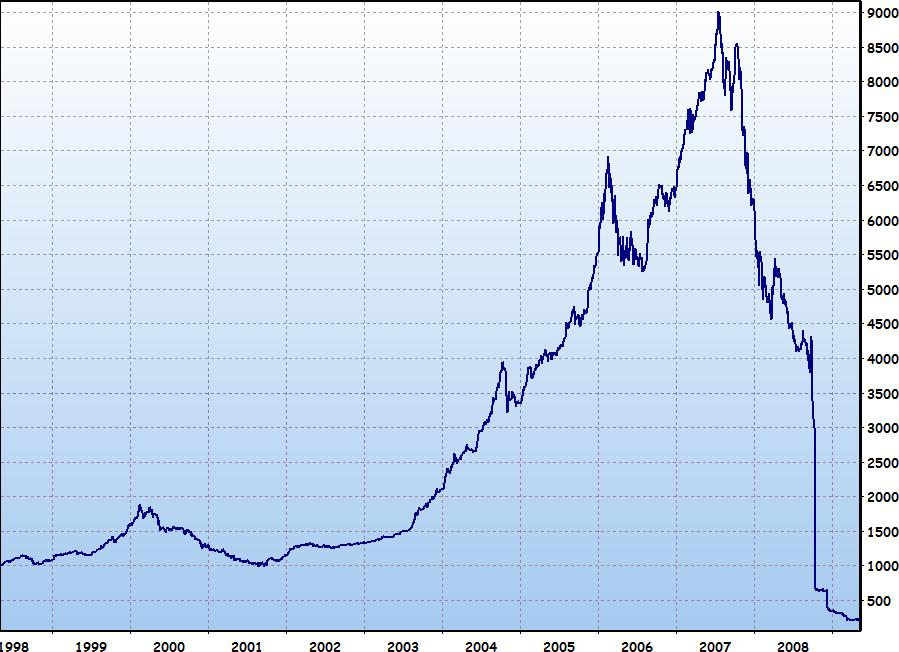
Індекс OMX Iceland 15 з січня 1998 року по жовтень 2008 року

Фінансова криза в Ісландії 2008—2009 років — економічна криза в Ісландії, яка з початком світової економічної кризи була викликана крахом трьох головних банків країни через труднощі у рефінансуванні їхніх короткострокових боргів і панічного закриття депозитів вкладниками з Великої Британії і Нідерландів. Відносно розміру економіки країни, криза 2008—2009 року в Ісландії — одна з найбільших в історії економічна катастрофа в масштабах однієї держави.
Фінансова криза мала серйозні наслідки для ісландської економіки: вартість валюти країни впала щодо долара вдвічі, операції з іноземної валюти були фактично припинені протягом багатьох тижнів, ринкова капіталізація ісландської фондовій біржі, у якої 60 % активів були акціями збанкрутілих банків — знизилася більш ніж на 90 %.
Ісландія стала першою за 30 років розвиненою країною, яка звернулася за допомогою до Міжнародного валютного фонду.
Прем'єр-міністр Гейр Хорде у зверненні до громадян попередив, що країна може стати банкрутом. Економічна ситуація в країні викликала масове невдоволення і протести, які призвели 23 листопада 2008 року до масових заворушень у Рейк'явіку. Поглиблення кризи підігрівало подальші заворушення, що призвело до 25 січня 2009 року до відставки міністра торгівлі Ісландії Бьоргвина Сігурдссона, а 26 січня 2009 року прем'єр-міністр Ісландії Гейр Хорде оголосив про негайну відставку всього уряду країни.
1 лютого 2009 року тимчасовий уряд очолила Йоганна Сігурдардоттір.
Рейк'явік отримав значні зарубіжні кредити — МВФ виділив Ісландії 2,1 млрд доларів (листопад 2008 року), а чотири скандинавські країни (Фінляндія, Швеція, Норвегія і Данія) — 2,5 млрд доларів.
3 січня 2010 року парламент Ісландії прийняв законопроєкт про виплату вкладникам з Великої Британії і Нідерландів 3,4 млрд дол, однак президент Ісландії Олафур Рагнар Грімссон (Olafur Ragnar Grimsson) наклав вето на законопроєкт. Парламент призначив на 6 березня 2010 всенародний референдум з ухвалення законопроєкту про виплату вкладникам компенсації. 90 % ісландців проголосували проти виплати компенсації.
17 лютого 2011 року Парламент Ісландії ухвалив виплати за банкрутство банку Icesave, однак президент країни Олафур Рагнар Грімссон не підписав угоду з Великою Британією та Нідерландами і надав народу право вирішити це питання на референдумі. 57,7 % ісландців проголосували проти виплати компенсації.
З 2011 року економіка країни зростає, однією з перших у Європі вона повернулася на докризовий рівень.
Банки, що зазнали краху

- Glitnir banki
- Landsbanki Íslands
- Kaupþing banki